# Edward Telfair
Edward Telfair (ur. w 1735 w Szkocji, zm. 17 września 1806 w Savannah) – amerykański polityk, kandydat na prezydenta w 1789 roku.

## Biografia
Urodził się w 1735 roku na terenie szkockiego okręgu Townhead. Ukończył szkołę podstawową w Kirkcudbright, a w 1758 roku wyemigrował do Stanów Zjednoczonych, jako pracownik domu handlowego i osiadł w Wirginii. Przeniósł się do Halifax, a następnie do Savannah. W latach 1775 i 1776 był delegatem do lokalnego Kongresu Savannah. Uczestniczył w zjazdach Kongresu Kontynentalnego w latach 1778, 1780, 1781 i 1782, a także sygnował artykuły konfederacji i wieczystej unii. Ponadto był członkiem stanowej komisji ratyfikacyjnej oraz komisarzem negocjującym pokój z Czirokezami. W latach 1786–1787 i 1790–1793 pełnił funkcję gubernatora Georgii. Był jednym z kandydatów w wyborach prezydenckich w 1789 roku, gdzie otrzymał 1 głos w głosowaniu Kolegium Elektorskim. Zmarł 17 września 1806 roku w Savannah.